# بووک
بووک (به آلمانی: Boock) یک شهر در آلمان است که در فرپومرن-گرایفسوالد واقع شده‌است. بووک ۵۸۱ نفر جمعیت دارد.